# Nematus hypoxanthus
Nematus hypoxanthus är en stekelart som beskrevs av Förster 1854. Nematus hypoxanthus ingår i släktet Nematus, och familjen bladsteklar. Arten är reproducerande i Sverige.